# Ковалёв, Александр Владимирович
Алекса́ндр Влади́мирович Ковалёв (2 марта 1975, Белая Калитва, СССР) — российский гребец, призёр Олимпийских игр. Заслуженный мастер спорта России.

## Карьера
На Олимпиаде в Сиднее Александр занял 6-е место в гребле на каноэ-двойке на 500 метров и 4-е место в гребле на 1000 метров вместе с Александром Костоглодом. На следующих Играх Ковалёв выиграл бронзу и серебро с Костоглодом в гребле на каноэ на 500 и 1000 метров.
Трёхкратный чемпион мира в гребле на каноэ-двойке с Александром Костоглодом и каноэ-четвёрке с Костоглодом, Романом Кругляковым и Максимом Опалевым. Семикратный призёр чемпионатов Европы. Пятикратный чемпион России с 1999 по 2003 год.
Тренеры — Солдатов В. И. и Немиш В. И.

## Образование
Окончил Ростовский педагогический институт и Кубанский ГУФК.